# Carnwath (Schottland)
Carnwath, schottisch-gälisch: A’ Chathair Nuadh, ist eine Ortschaft im Nordosten der schottischen Council Area South Lanarkshire beziehungsweise in der traditionellen Grafschaft Lanarkshire. Sie liegt rund elf Kilometer östlich von Lanark und 35 Kilometer südwestlich des Zentrums von Edinburgh auf einer Höhe von 220 m nahe dem rechten Clyde-Ufer. Wenige Kilometer nordöstlich erheben sich die Pentland Hills.

## Geschichte
Auf Grund der erhabenen Position mit einem Fernblick über das Clyde-Tal befand sich im 12. Jahrhundert die größte Motte Lanarkshires in Carnwath. Um 1386 wurde am Standort eine Marienkirche errichtet. Es war Thomas Somerville, 1. Lord Somerville, welcher die Kirche im Jahre 1424 zu einem Kollegiatstift erweitern ließ. Heute ist von der Kirche noch der St Mary’s Aisle erhalten.
Im Jahre 1451 erhielt Carnwath den Status eines Burgh of Barony. Von dem damit verbundenen Marktrecht zeugt heute noch das Marktkreuz von Carnwath, das Hugh Somerville, 5. Lord Somerville im Jahre 1516 errichten ließ.
Im Jahre 1951 lebten 1010 Personen in Carnwath. In den folgenden Jahrzehnten stieg die Einwohnerzahl nahezu stetig an. Bei Zensuserhebung 2011 wurden 1413 Einwohner in Carnwath gezählt.

## Verkehr
In Carnwath mündet die A721 (Kirkdean–Glasgow) in die A70 (Edinburgh–Ayr), welche die Hauptverkehrsstraße von Carnwath bildet.
Im 19. Jahrhundert erhielt Carnwath einen Bahnhof der Caledonian Railway. Er wurde 1966 aufgelassen und zwischenzeitlich abgebrochen.